# Batalla de Solacó
La batalla de Solacó es va lliurar l'any 586 dC al nord de Mesopotàmia entre les forces romanes d'Orient, dirigides per Filípic, i els perses sassànides dirigits per Kardarigan. El xoc forma part de la guerra romano-sassànida del 572-591 . La batalla de Solacó va acabar amb una important victòria romana que va millorar la posició imperial a Mesopotàmia, però no va ser decisiva. La guerra es va allargar fins al 591, quan va acabar amb un acord negociat entre Maurici i el rei persa Còsroes II (r. 590–628).
En els dies previs a la batalla, Filípic, recentment assignat al front persa, es va moure per interceptar una invasió persa. Va optar per desplegar el seu exèrcit a Solacó, controlant les diverses rutes de la plana mesopotàmica, i especialment l'accés a la principal font d'aigua local, el riu Arzamon. Kardarigan, confiat en la victòria, va avançar contra els romans, que al veure'ls venir es van desplegar en ordre de batalla. Els perses també es van desplegar i van atacar, guanyant avantatge al centre, però l'ala dreta romana va trencar el flanc esquerre persa. L'exitosa ala va perdre cohesió mentre saquejaven el campament persa, però Filípic va poder restablir l'ordre. Aleshores, mentre el centre romà es va veure obligat a formar un mur d'escut per resistir la pressió persa, el flanc esquerre romà també va aconseguir girar a la dreta dels perses. Sota l'amenaça d'una doble pinça, l'exèrcit persa es va esfondrar i va fugir. Kardarigan va sobreviure i, amb una part del seu exèrcit, va resistir els atacs romans a un turó durant diversos dies abans que els romans es retiressin.

## Antecedents
L'any 572, l'emperador Justí II (r. 565–578) es va negar a renovar els pagaments anuals a l'Imperi Sassànida que havien format part de l'acord de pau entre el seu oncle i predecessor, Justinià I (r. 527–565) i el rei persa Còsroes I (r. 531–579) l'any 562. Va ser la culminació del deteriorament progressiu de les relacions romano-perses durant els anys anteriors, que es va manifestar en maniobres diplomàtiques i militars a la seva perifèria geopolítica. Mentre els romans van enviar una ambaixada, encapçalada per Zemarc, als Göktürks d'Àsia Central per buscar una aliança contra els perses i també buscar un enllaç amb la ruta de la seda que evités la intervenció persa. Els perses per la seva banda, van intervenir al Iemen contra els Axumites cristians, aliats de l'Imperi. A més a més, Justí considerava el tribut anual com una indignitat pels romans, i va utilitzar l'esclat d'una important revolta a l'Armènia persa el 571–572 com a pretext per negar-se a seguir pagant.
La negativa de Justí equivalia a una declaració de guerra, la quarta lluitada entre les dues grans potències de l'Antiguitat tardana al segle VI. Després dels èxits perses inicials, com la captura de Dara, el conflicte va resultar poc concloent i es va convertir en un assumpte llarg, amb victòries romanes seguides d'èxits perses, negociacions intermitents i treves temporals. El 582, Maurici (r. 582–602), que havia servit com a general a la guerra, va pujar al tron de Constantinoble; en aquell moment, els perses havien guanyat el domini a Mesopotàmia mitjançant la captura de Dara el 574, mentre que els romans s'imposaven a Arzanene.

## Moviments i disposicions inicials

Mapa de la frontera romana-persa a l'antiguitat tardana.

Després del fracàs d'una altra ronda de negociacions de pau, de les quals se'n coneix poc, Maurici va nomenar el seu cunyat Filípic com a comandant en cap del front de Mesopotàmia ( magister militum per Orientem ) l'any 584 Filípic va assaltar la regió al voltant de la principal fortalesa persa de Nísibis el 584, mentre que el 585 va atacar Arzanene. El comandant persa, Kardarigan -«falcó negre», un títol honorífic més que un nom propi -va respondre amb un setge infructuós de la base principal de Filípic, Monokarton.
A la primavera del 586 Maurici va rebutjar noves propostes perses que implicaven la conclusió de la pau a canvi de renovar els pagaments en or. L'historiador contemporani Teofilacte Simocata informa que l'exèrcit de Filípic estava ansiós per enfrontar-se als perses a la batalla, i el comandant romà va marxar cap al sud des de la seva base d'Amida, va travessar el riu Arzamon (l'actual Zergan al sud-est de Turquia i el nord-est de Síria) fins a la seva riba oriental i va avançar uns 15 km fins la plana de Solacó, on va acampar. Aquesta posició, al sud de les fortaleses de Mardes i Dara, va permetre a l'exèrcit de Filípic controlar el pas del riu Arzamon i va obligar l'exèrcit persa sota Kardarigan a avançar per la plana sense aigua, lluny de les seves rutes de subministrament, abans de trobar-se amb la força romana.
Al bàndol persa, Kardarigan també estava ansiós per lluitar i confiava en la victòria. Portava molts camells amb reserves d'aigua per a les seves tropes en cas que els bromans refusessin plantar batalla, però seguissin bloquejant l'accés a l'Arzamon, i suposadament havia preparat barres i cadenes de ferro per als presoners que agafaria. Els seus moviments, però, els van detectar els foederati àrabs dels romans al capturar alguns dels seus homes, permetent a Filípic contrarestar les seves forces. Aquest primer avís va ser de particular importància ja que Kardarigan tenia la intenció d'atacar diumenge, un dia de descans per als cristians.

## Batalla
Sembla que tots dos exèrcits estaven composts exclusivament per cavalleria, que comprenia una barreja de llancers i arquers a cavall, possiblement amb algunes unitats de catafractes incloses. Quan els exploradors de Filípic van informar de l'aproximació dels perses, va col·locar els seus homes en un terreny elevat mirant a la direcció des d'on avançava l'exèrcit persa, amb el seu flanc esquerre protegit pels contraforts del mont Izalas. Sembla que els romans van disposar una única línia de batalla amb tres divisions. La divisió esquerra estava comandada per Ilifredes, el dux de Phoenice Libanensis, i incloïa un contingent d'huns d'arquers a cavall sota Apsic. El centre estava comandat pel general Heracli el Vell, més tard exarca d'Àfrica i pare del futur emperador Heracli (r. 610–641), mentre que l'ala dreta estava comandada pel taxiarc Vitali. Aquest desplegament també va ser adoptat pels perses tan bon punt van tenir a la vista de l'exèrcit romà. Al costat persa, la divisió dreta estava sota Mebodes, la central sota el mateix Kardarigan i l'ala esquerra sota el nebot de Kardarigan, Aphraates. A diferència del general persa, Filípic es va quedar amb una petita força a una certa distància darrere de la línia de batalla principal, dirigint la batalla.
Després d'una breu parada per deixar enrere el seu tren d'equipatges i formar una línia de batalla, l'exèrcit persa va avançar ràpidament sobre els romans, llançant fletxes mentre s'acostaven. Els romans van respondre de la mateixa manera i després van sortir per trobar-se amb l'enemic que s'acostava. A la dreta romana, Vitali va obtenir ràpidament la victòria, la seva cavalleria pesada va trencar el flanc persa i va empènyer els seus oponents a l'esquerra darrere de la seva pròpia línia principal. En aquest punt, però, el desastre va amenaçar, ja que molts dels soldats de Vitali van trencar la formació i es van dirigir cap al campament enemic, amb la intenció de saquejar-lo. Filípic, però, va veure el que havia passat i va reaccionar ràpidament. Va donar el seu casc distintiu a un dels seus guardaespatlles, Teodor Ilibinus, i el va enviar a reunir la cavalleria sota pena de càstig. El truc va funcionar: els homes van reconèixer el casc i van tornar a formar just a temps per aturar els perses, que s'havien reagrupat al centre i feien retrocedir als romans numèricament inferiors.
Per contrarestar la inferioritat numèrica, Filípic va ordenar als homes de la divisió central que desmuntessin i formessin un mur d'escuts amb les seves llances sortint d'ell (la formació fulcum). No és clar què va passar després, però aparentment els arquers romans van disparar als cavalls dels perses, trencant el seu impuls. Al mateix temps, l'esquerra romana va aconseguir llançar un reeixit contraatac que va fer retrocedir la dreta persa oposada en desordre. Aviat la dreta persa es va trencar i va fugir, perseguida pels romans. Amb les dues ales desintegrades, el centre persa estava exposat a un atac de la dreta romana reformada, que els va empènyer cap a la zona que abans ocupava la dreta persa. Superats en nombre i atacats des de diversos costats, els perses aviat van començar a trencar files i fugir.
L'exèrcit derrotat va patir molt baixes, no només per la persecució roamana, sinó també per la manca d'aigua: abans de la batalla, Kardarigan havia ordenat que els subministraments d'aigua s'aboquessin a terra, intentant que els seus homes lluitessin més per trencar l'exèrcit rival i arribar a Arzamon. A més, als perses supervivents se'ls va negar l'entrada a Dara ja que, segons Simocata, el costum persa prohibia l'entrada als fugitius. Simocata també narra que molts perses van morir de set o per intoxicació per aigua quan van beure massa aigua dels pous després de la seva retirada. El mateix Kardarigan havia aconseguit refugiar-se al cim d'un turó proper amb un petit destacament i va resistir diversos atacs romans. Finalment, al cap de tres o quatre dies, els romans, sense saber que el comandant enemic hi era, van abandonar l'esforç. Kardarigan va escapar així, tot i que els seus homes van patir més baixes en el procés, fins a mil segons Simocata, a mans de les patrulles romanes.
- Fase inicial de la batalla, amb els dos exèrcits en la formació inicial.
- Segona fase de la batalla, amb el trencament de Vitali des de la dreta romana.
- Fase final de la batalla, amb l'èxit del flac esquerra romà i els col·lapse de l'exèrcit persa.

## Conseqüències
Després de la batalla, Filípic va recompensar els soldats que s'havien distingit i va repartir entre ells el botí dels perses vençuts. Després va procedir a envair Arzanene de nou. No obstant això, el seu intent de capturar la fortalesa de Chlomaron va ser frustrat quan Kardarigan va arribar amb reforços. L'exèrcit romà es va retirar a la fortalesa d'Aphumon, amb la rereguarda lluitant contra els perses.
La victòria de Solacó va permetre als romans recuperar l'avantatge a la regió del Tur Abdin i, com a conseqüència, van començar a restablir el seu control sobre la regió al voltant de Dara. La guerra va continuar durant uns anys sense decantar-se cap a cap bàndol fins que la revolta de Vararanes Chobin va fer que el legítim rei persa, Còsroes II (r. 590–628), trobés refugi al territori imperial. Una expedició conjunta el va restaurar al seu tron i el 591 es va concloure un tractat de pau que va deixar la major part d'Armènia en mans romanes.